# Weilmünster
Weilmünster is een gemeente in de Duitse deelstaat Hessen, en maakt deel uit van de Landkreis Limburg-Weilburg.
Weilmünster telt 8.704 inwoners.

## Plaatsen in de gemeente Weilmünster
- Audenschmiede
- Aulenhausen
- Dietenhausen
- Ernsthausen
- Essershausen
- Laimbach
- Langenbach
- Laubuseschbach
- Lützendorf
- Möttau
- Rohnstadt
- Weilmünster
- Wolfenhausen

Bad Camberg ·
Beselich ·
Brechen ·
Dornburg ·
Elbtal ·
Elz ·
Hadamar ·
Hünfelden ·
Limburg a.d. Lahn ·
Löhnberg ·
Mengerskirchen ·
Merenberg ·
Runkel ·
Selters (Taunus) ·
Villmar ·
Waldbrunn (Westerwald) ·
Weilburg ·
Weilmünster ·
Weinbach